# Колонізація (серія)
«Колонізація» (англ. Colonization) — трилогія книг про альтернативну історію американського письменника Гаррі Тертлдава. Це серія продовжень сюжету тетралогії «Світової війни», що проєктує ситуацію між людством і інопланетною Расою (двоногими ящірками) майже через двадцять років, у середині 1960-х років.
Раса осіла та планує колонізувати майже половину поверхні Землі, включаючи Африку, Австралію, Китай, Південну Азію, Мексику, Центральну Америку, Південну Америку, Іспанію, Португалію та Польщу (довоєнну Польщу та Східну Пруссію). Сполучені Штати, Канада, Радянський Союз, Великонімецький Рейх (Німеччина та території, які вона окупувала під час Другої світової війни), Велика Британія та Японія є єдиними демократичними державами, коли прибуває колонізаційний флот Раси з 80–100 млн поселенців. Людство та Раса продовжує боротися за перевагу.

## Романи
Книги трилогії «Колонізація»:
- Колонізація: другий контакт (1999)
- Колонізація: Вниз на Землю (2000)
- Колонізація: Після потрясінь (2001)

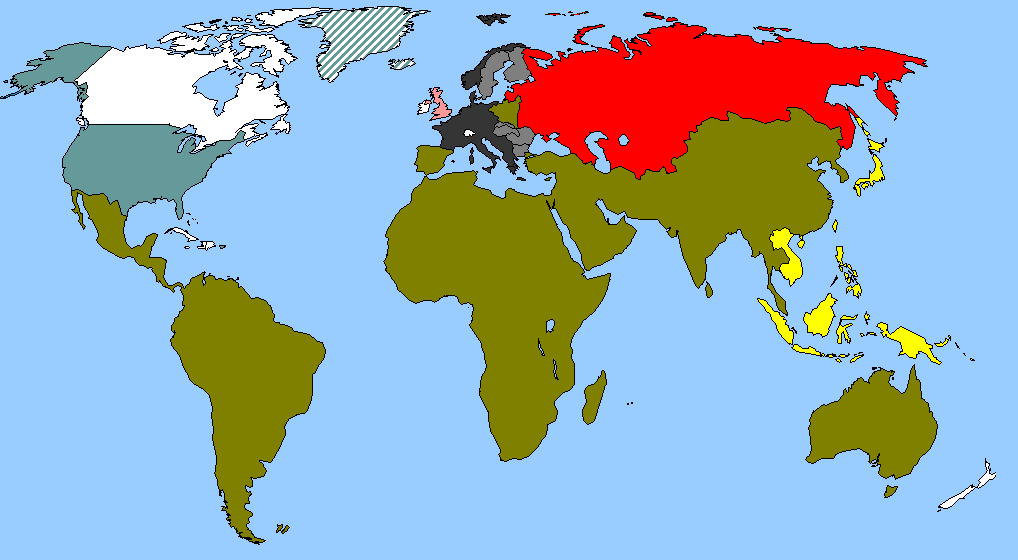
Карта світу, коли починається серія «Колонізація».

У 2004 році вийшов роман-продовження цієї серії, «Дорога додому».

## Політична ситуація
Раса захопила половину планети. За винятком Великонімецького Рейху, Радянського Союзу, Японської імперії, Британських островів, США та деяких країн, які є союзниками великих держав, переважно в Північній півкулі, Раса править більшою частиною Землі. Вона витрачає свій час на те, щоб адаптуватися до умов на Землі (наприклад, інопланетяни випускають представників рідної біосфери на Землю, спричиняючи екологічні проблеми). Радянський Союз постачає зброю комуністичній партії Мао Цзедуна. Великонімецький рейх атакує контрольовану Расою Польщу та зазнає невдачі, що призвело до смерті фюрера Ернста Кальтенбруннера та вищих посадових осіб, ядерного знищення більшої частини Великонімеччини, демонтажу нацистських космічних установок. Столицю Німеччини було перенесено до Фленсбурга, новим фюрером став Вальтер Дорнбергер. Франція відновлює свою незалежність під назвою Четверта республіка. Сполучені Штати очолює президент Ерл Воррен. Радянським Союзом керує колишній нарком закордонних справ В'ячеслав Молотов.

## Технології
Початкове вторгнення Раси принесло користь технологіям людства. Із закінченням другого раунду боїв інопланетні технології швидко адаптуються землянами. Незважаючи на те, що Раса переважає за технологіями, вона швидко втрачає позиції в міру розвитку людських технологій.
Наприкінці сюжету «Колонізація: Після потрясінь» у Сполучених Штатах і Великонімецькому Рейху вже є космічні кораблі, що плавають серед поясу астероїдів. Американці також запустили два зорельоти. Радянський Союз, Сполучені Штати та Великонімецький Рейх створили базу на Місяці, а Німеччина, а потім США відправили людину на Марс.

## Літературна критика та відзиви
Письменник з Irish Independent назвав серіал «Колонізація» одним із найкращих творів Тертлдава.